# Erik Heggen
Erik Heggen (5 mei 1992) is een Belgische voormalige atleet, die gespecialiseerd was in het hordelopen. Hij werd eenmaal Belgisch kampioen.

## Biografie
Heggen nam in 2011 op de 400 m horden deel aan de Europese kampioenschappen U20. Hij werd uitgeschakeld in de halve finales. Ook in 2013 waren de halve finales het eindstation op de Europese kampioenschappen U23. In 2015 liep hij een zware blessure op die hem tien maanden inactiviteit opleverde. In 2016 werd hij voor het eerst Belgisch kampioen op de 400 m horden. Op het einde van dat seizoen stopte hij met atletiek.
Heggen was aangesloten bij Atletiekclub Lanaken.

## Belgische kampioenschappen
| Onderdeel    | Jaar |
| ------------ | ---- |
| 400 m horden | 2016 |

## Persoonlijk record
| Onderdeel    | Prestatie | Datum        | Plaats  |
| ------------ | --------- | ------------ | ------- |
| 400 m horden | 50,78 s   | 21 juli 2013 | Brussel |

## Palmares
400 m horden
- 2011: 6e in ½ fin. EK U20 te Tallinn - 53,11 s
- 2013:  BK AC - 50,78 s
- 2013: 8e in ½ fin. EK U23 te Tampere - 51,04 s
- 2016:  BK AC - 51,29 s